# Török-iszlám építészet Magyarországon
A török-iszlám építészet Magyarországon sajátos módon egészíti ki az építészeti stílusok sorát. Ezért kívánnak különös figyelmet azok a művészi szintű – bár egyébként kimagasló értéket nem képviselő – török kori alkotások, amelyekkel Magyarországon még találkozni lehet. A magyar művészettörténet(ek) zömmel mellőzik, vagy csak érintik a megszálló törökség emlékeit. Fontos kiemelni, hogy ez az építészet nem azonos a 19. században megjelenő, történelmi stílusokat felújító (historizáló), iszlám elemekből építkező neomór építészettel.
A Balkánon az oszmán korban gyakoriak voltak az utazást szolgáló török világi építmények. A magyarországi török hódoltsági terület azokban közel volt a szakadatlan összecsapások vidékéhez, ezért időtálló polgári építményeket csak a védettebb városokban emeltek. A városi muszlim lakosság szükségleteire építettek közfürdőket Budán a Duna-parti hőforrások mellett. Nyugat-Európától eltérően azonban a városokban sem épültek polgárházak, magánpaloták, mivel az ázsiai típusú oszmán társadalomban egyéni létbizonytalanság uralkodott: a gazdagok is a szultán rabszolgái voltak és soha nem bízhattak teljesen abban, hogy másnap is meglesz még tulajdonuk és életük.

## Történelmi háttér

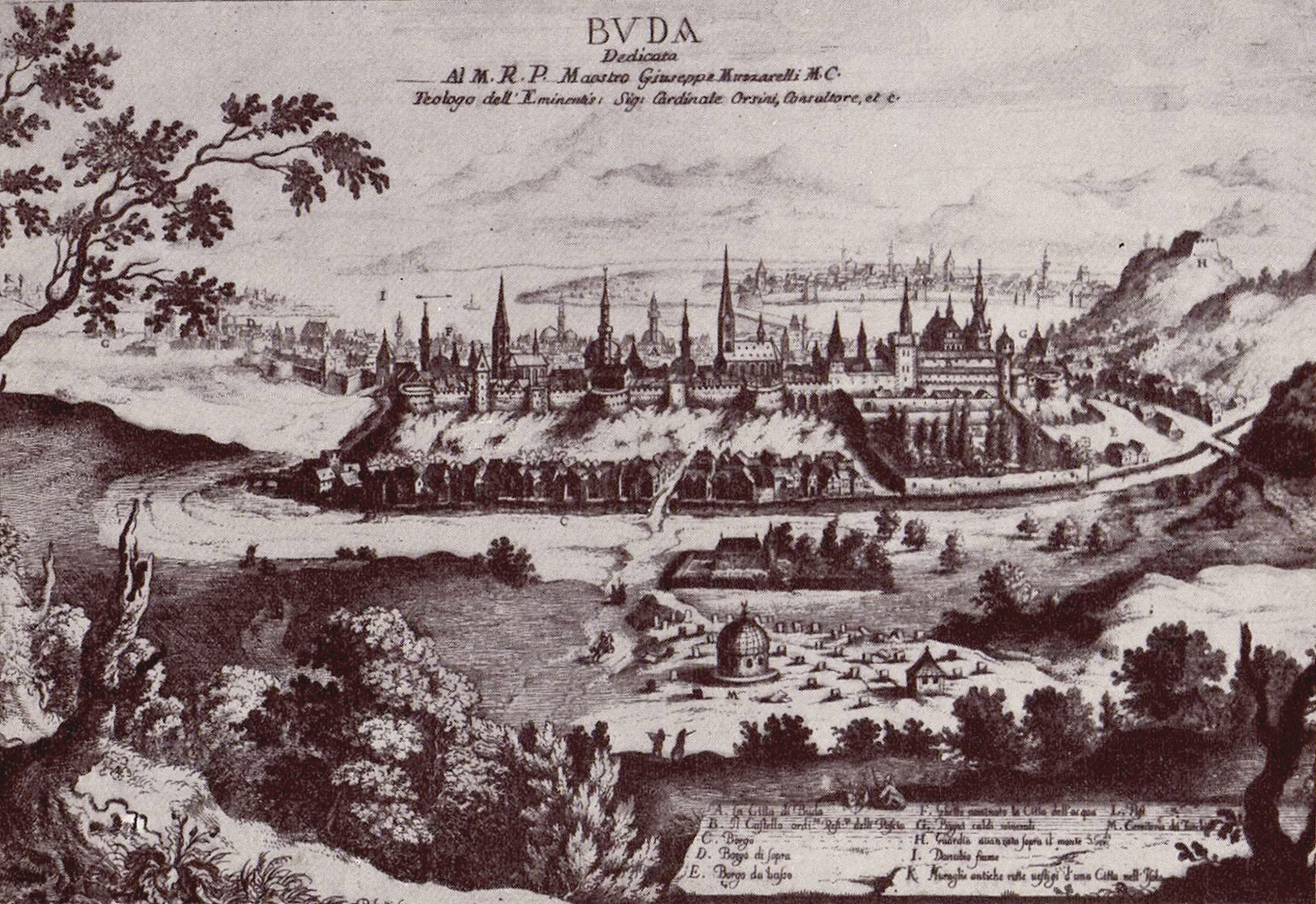
id. Math. Merian: Buda látképe a 17. századból (rézkarc)

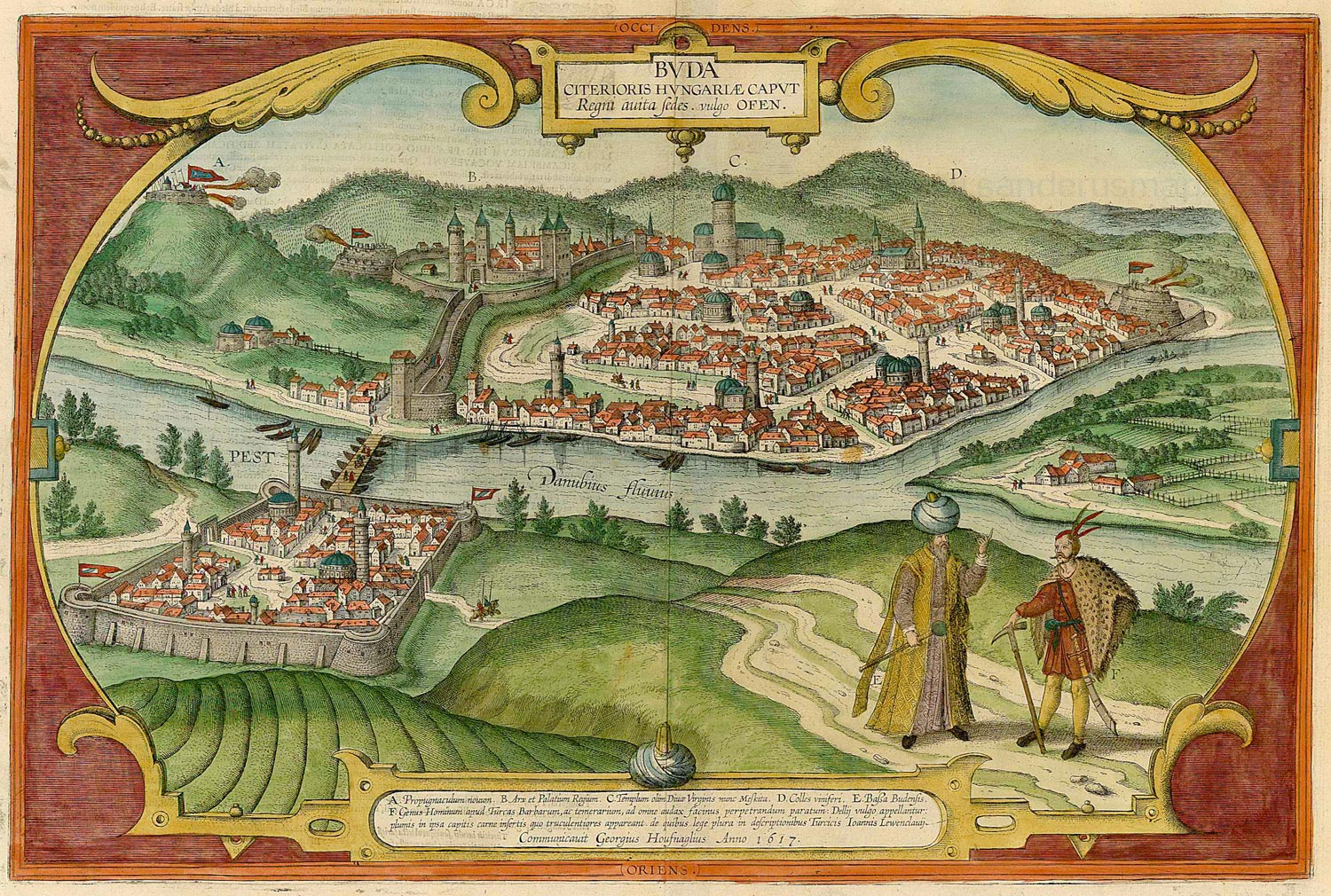
Buda látképe (1617)

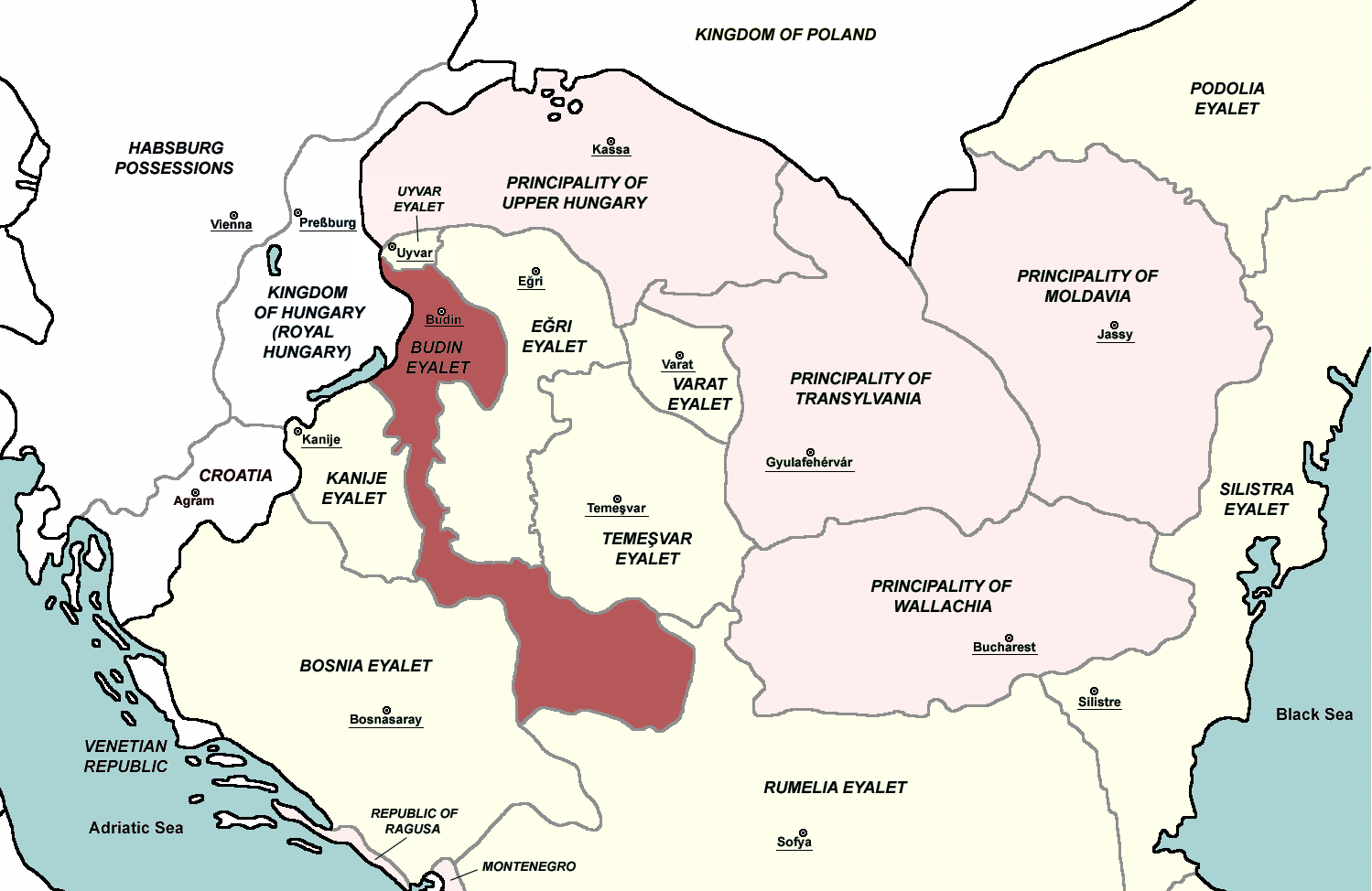
A törökök közigazgatási rendszere Közép-Európában (1683)

A török-iszlám kultúra a hazai szobrászat és festészet számára eleve nem nyújthatott ösztönzést, mivel a iszlám vallás tiltotta az emberábrázolást. Éppen ezért semmisítették meg a használatba vett keresztény templomok figurális díszű oltárait, berendezési tárgyait, s meszelték át a  falfestményeket, még ott is, ahol az épületet használatra fenntartották. A kulturális emlékek karbantartásának teljes elhanyagolásával is jelentékeny pusztítást okoztak. A hadisarcok, adók olyan elnyomorodást idéztek elő, mely még a helyi művészi tradíciók fennmaradását, és építési lehetőségeket is megbénította. A törökök csak ott építettek, ahol megfelelő, felhasználható régi épület nem állt rendelkezésre, vagy kultúrájukból eredő új építménytípus létesítésére volt szükség. Ez mennyiségileg nem volt sok. Mégis – a korabeli városképek és metszetek tanúsága szerint – egyes városképek, városi sziluettek teljesen megváltoztak. Pest, Buda, Eger, Vác, Pécs, Temesvár a 17. századi ábrázolásain az erősen kihangsúlyozott kupolák és karcsú minaretek mozgalmas körvonalaival, a nyugatitól merőben eltérő, orientális ízű városképek keletkeztek.
Amint Magyarország és Erdély a gótika keleti határsávját jelentette, úgy képviselte Magyarország a török-iszlám építészet nyugat irányú nyúlványát (árnyalati provincializmussal). Aztán ahogyan gyorsan öltöttek keleties színt városaink a hirtelen megépült minaretekkel, olyan rövid életűnek bizonyult ez a  sziluett-hatás a hódoltság megszűntével. De tulajdonképpen az egész magyarországi iszlám kultúra is csaknem nyomtalanul szertefoszlott. Ez merőben más, mint a tőlünk délkeletre fekvő balkáni területek (például a bosnyák, szerb, bolgár térségek) hódoltságból való felszabadulása utáni helyzetkép. Amíg ezen területeken az iszlám vallás és szellemi hatások mélyebben és tartósabban beolvadtak a helyi kultúrákba – zömmel vallásként is megmaradva – Magyarországon ez a kulturális áramlat csak tünékeny intermezzót jelent. Az ország korabeli – alapvetően nyugat-európai – kultúrszellemisége mellett szerepet játszott ebben a hódoltsági részek elnéptelenedése, s a „végek” területén végbemenő folytonos harcok okozta pusztítások és ennek okán a lakosság alapvetően ellenséges magatartása is.

## Szakrális építészet

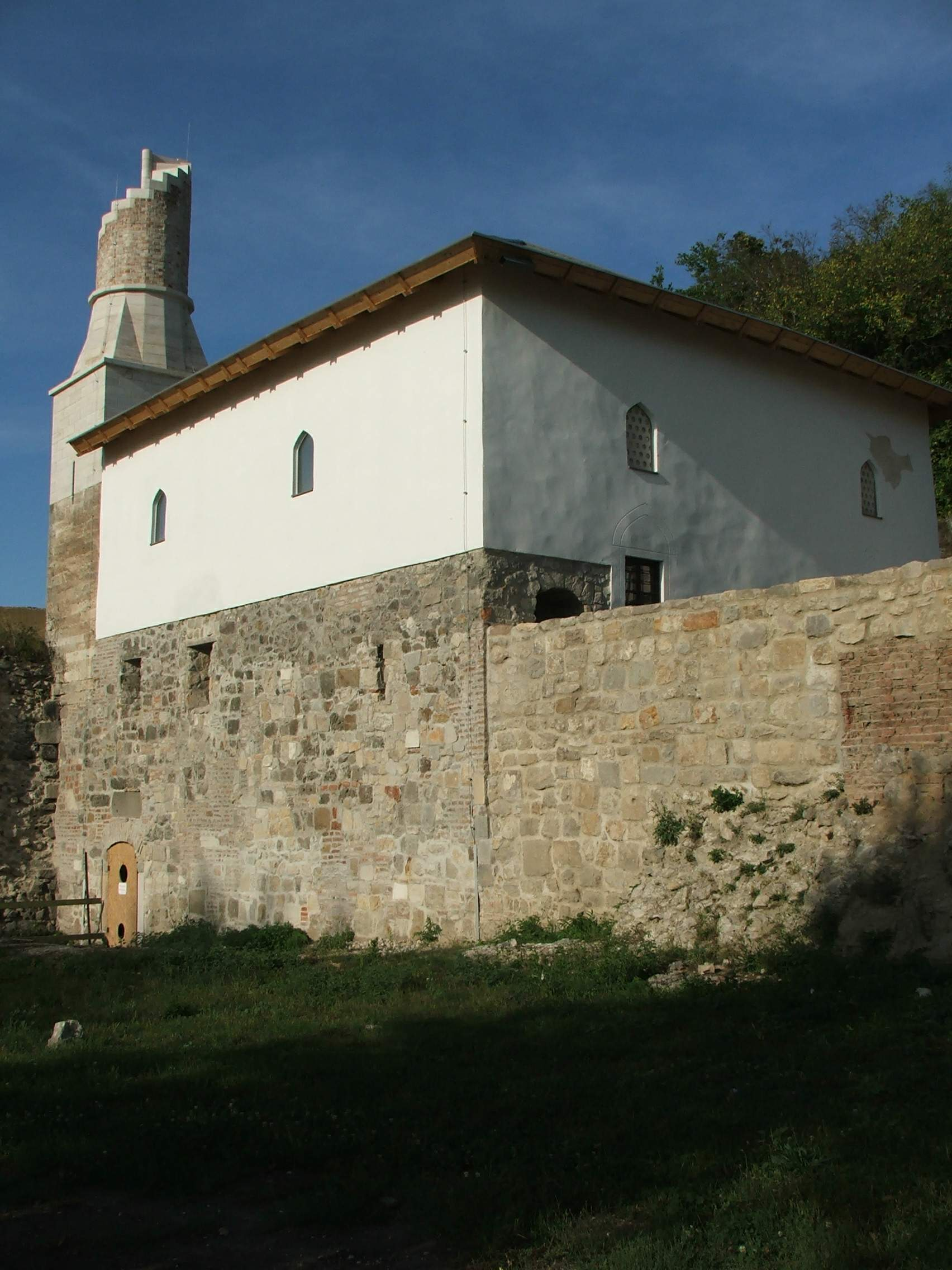
Az esztergomi dzsámi

Már a városok külső képének karakteres átformálását okozó hatása miatt is, a muszlim imahelyek (mecset, dzsámi, minaret), és temetkezési emlékhelyek (türbe) kívánják az elsődleges figyelmet.

### Mecsetek, dzsámik
Megjelenésüket centrális elrendezésük, az arra boruló félholdas öblös kupolák és lágy körvonalaikkal éles ellentétben álló, vertikális hangsúlyú minaretjeik jellemzik. Alaprajzuk és belső elrendezésük legtöbbször négyzetes (esetleg kupolákkal fedett előcsarnokkal, harem-mel), felfelé pedig sztalaktitos (sejtgyám) közvetítésű, kupolával átfedett nyolcszögű térbe megy át. Ülőalkalmatosságokra az ájtatosság sajátos jellege miatt nem volt szükség, ezért a padlók és falsíkok a jellegzetes, figurális ábrázolástól mentes ornamentikája miatt tisztán érzékeltették a téralakítás lényegét. A csúcsíves vagy szamárhátíves falhevedereken és a cseppkőszerű sztalaktit csegely-átmeneteken kívül csak a Mekka (azaz délkelet) irányában kialakított és néha gazdagabban díszített imafülke (mihrab) és a keskeny, meredek szószék (mimbar) jelentett tagozást. Az ismert magyarországi emlékek:
Buda/Budapest:
Egyes török források szerint (pl. Evlija Cselebi) állítólag 24 dzsámi, 43 mecset, 3 türbe és 10 kolostor volt Budán.[forrás?]
- Oszman bej dzsámija maradt épségben a legtovább, melynek szamárhátíves nyíláskeretezésű homlokzatát még egy 1722-ből származó rajzról ismerjük. A mai Fő utca északi végén áll.

Pécs:
- Gázi Kászim pasa dzsámija (épült 1579 táján, a középkori Szt. Bertalan templom helyén és köveiből, mai pécsi belvárosi plébánia): a magyarországi török mecsetek közül  a legnagyobb: 22 m belső magassággal, 16,5 m fesztávolságú kupolával. Impozáns tömeghatásával ma is a Széchenyi térnek városképi főhangsúlyt jelentő monumentális központja. Négyzetes alaprajzú, nyolcszöges dobbal és kupolával koronázott teréhez egykor nyitott előcsarnok csatlakozott, mellette karcsú minaret állt, amit 1753-ban lebontottak. A dzsámit a barokk korban átépítették, többször restaurálták, 1939-42 között modern félkörös térbővítéssel látták el (Körmendy N. – Lux G.).
- Jakováli Hasszán dzsámija, ma a klinikai épületek között áll, négyzet-alapú belsőterével, cseppköves átmenetű nyolcszögű kupolájával és a mellette álló minarettel talán leghívebben érzékelteti egykori jellegét.
- Memi pasa dzsámija: ma már nincs meg.
- Ferhád pasa dzsámija: Ferhád budai pasa 1590-ben halt meg, gyilkosság áldozataként, fellázadt katonák feltehetően zsinórral megfojtották. Alapítványi szent kerülete 1570–1580 körül épülhetett meg Pécsett. A mai Király utcában a dzsámin kívül személyzeti lakóház, derviskolostor, ikerfürdő is állt, ma már nincs meg.

Eger:

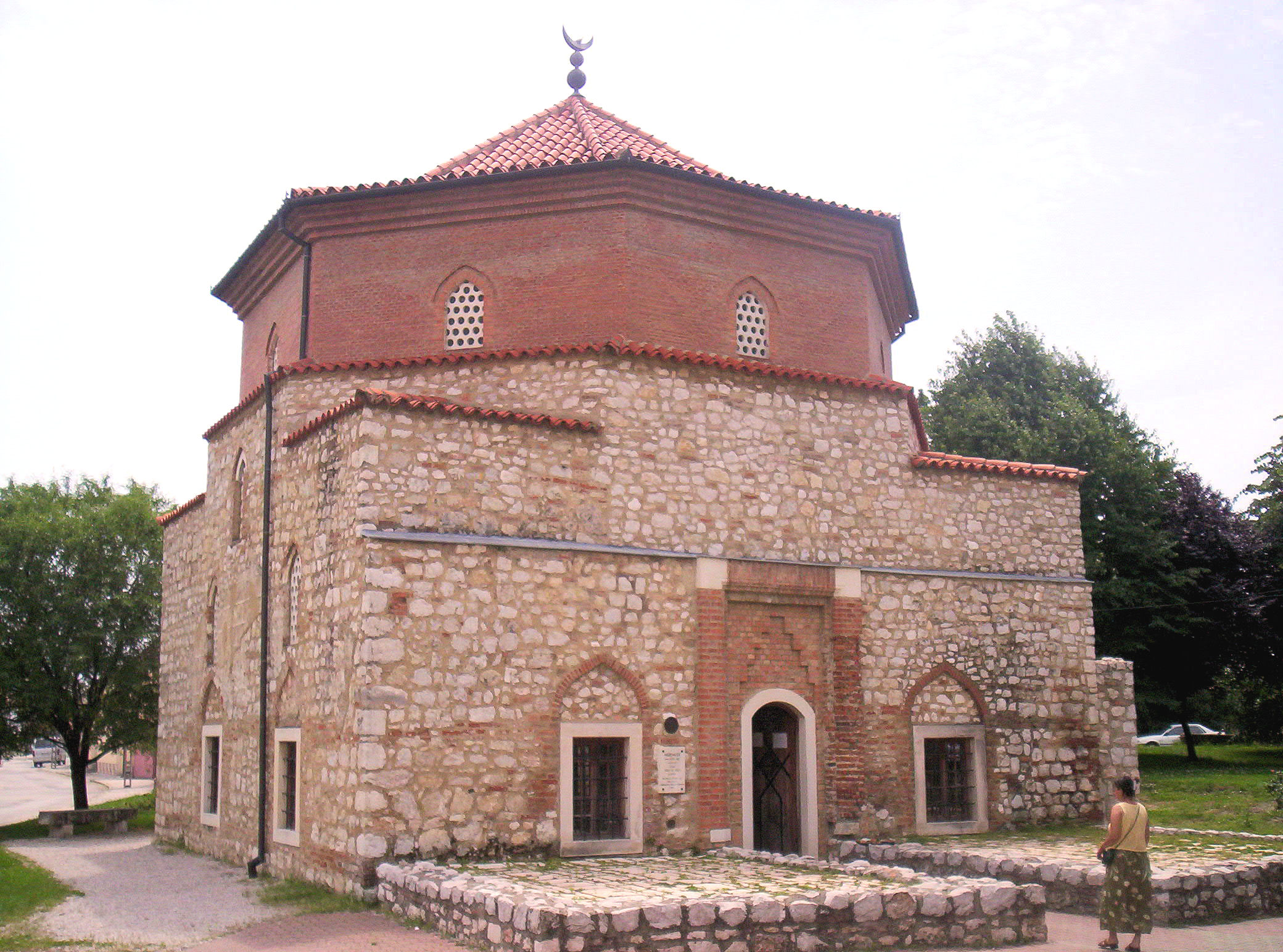
Malkocs bég dzsámija Siklóson

- török temploma ma már nincs meg. Lerombolták és értékes anyagait elszállították.

Esztergom:
- Özicseli Hadzsi Ibrahim-dzsámi

Siklós:
- Malkocs bég dzsámija

Szigetvár:
- Ali pasa dzsámija
- Szulejmán szultán dzsámija

A felsorolt török építkezésű mecsetek mellett az iszlám vallás kiszolgálójává vált az elfoglalt keresztény templomok nagy része, melyeket vallási felszerelések és minden figurális díszítés eltüntetése után fából készült mimbárok beépítésével, felületi kifestéssel, iszlám-díszítéssel és a koránból vett feliratokkal, külsőleg pedig minaretek alkalmazásával tettek saját rituális felfogásuk számára alkalmassá.

### Kolostorépítészet
Pécs-tettye:
- Bektási derviskolostor: A bektasi rend egy szúfi taríka. Megalapítójának Haci Bektas Velit tekintik, aki Yunus Emre és Dzsalál ad-Dín Rúmí (másként: Mevlana) kortársa. A bektasik feladata az Oszmán Birodalomban a janicsárok szellemi-katonai nevelése és a hittérítés volt. A bektasik közé tartozott Gül Baba is.

### Minaretek
Eger: megmaradt 14-szögű, finom rajzú sztalaktitos gyűrűvel aláfogott vaskorlátos, körerkélyű minaretje.
Érd: 12-szögű, csonka állapotban megmaradt, 1971-ben rekonstruált.
Pécs: a Jakováli Hasszán-dzsámi mellett. Nem látogatható.
Esztergom: csonka állapotú.
Szigetvár: szintén csonka állapotban.

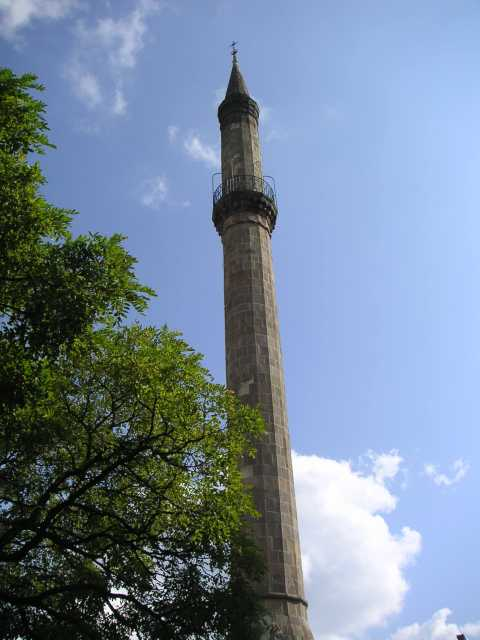
Az egri minaret
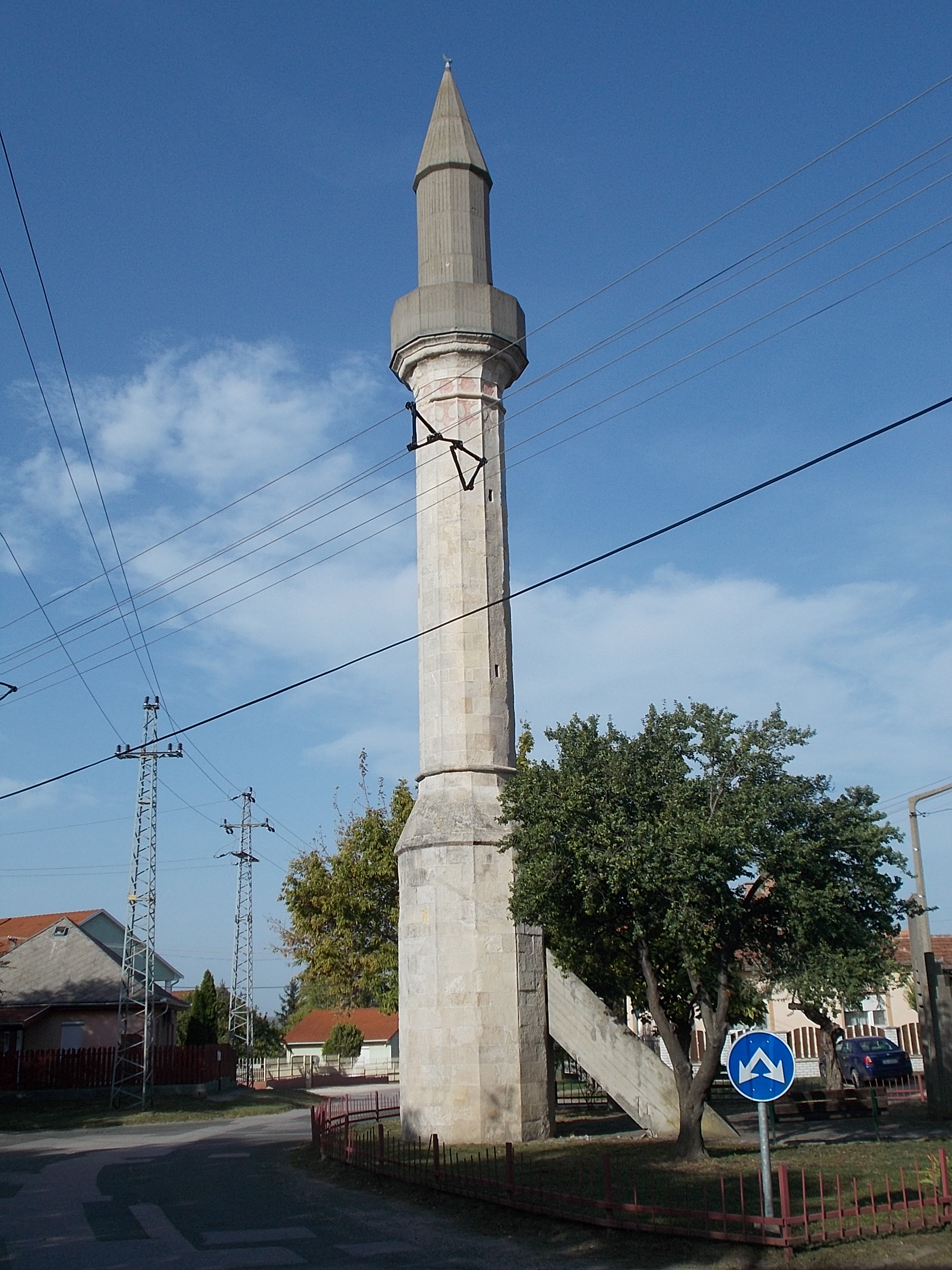
Érd
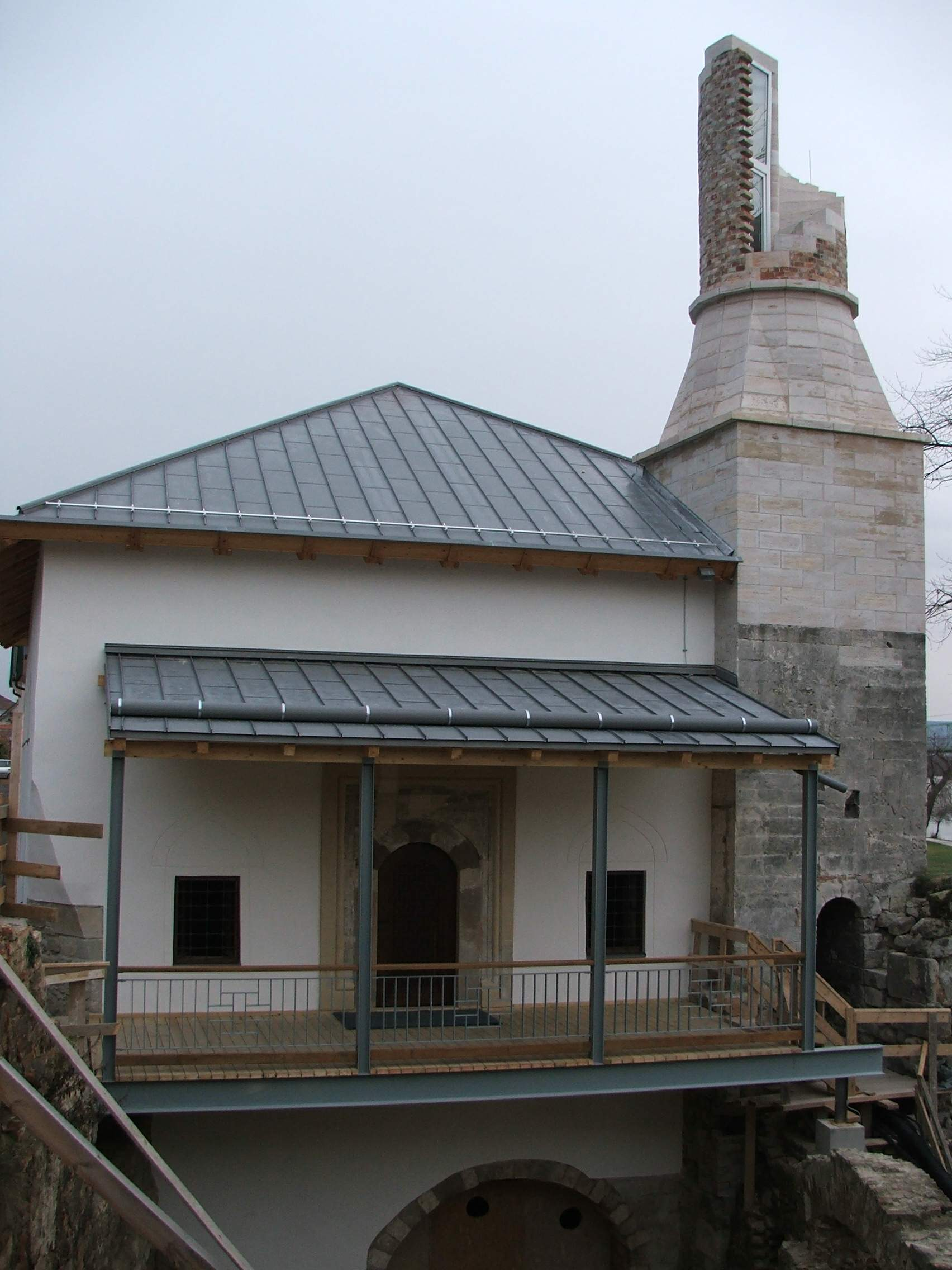
Esztergom
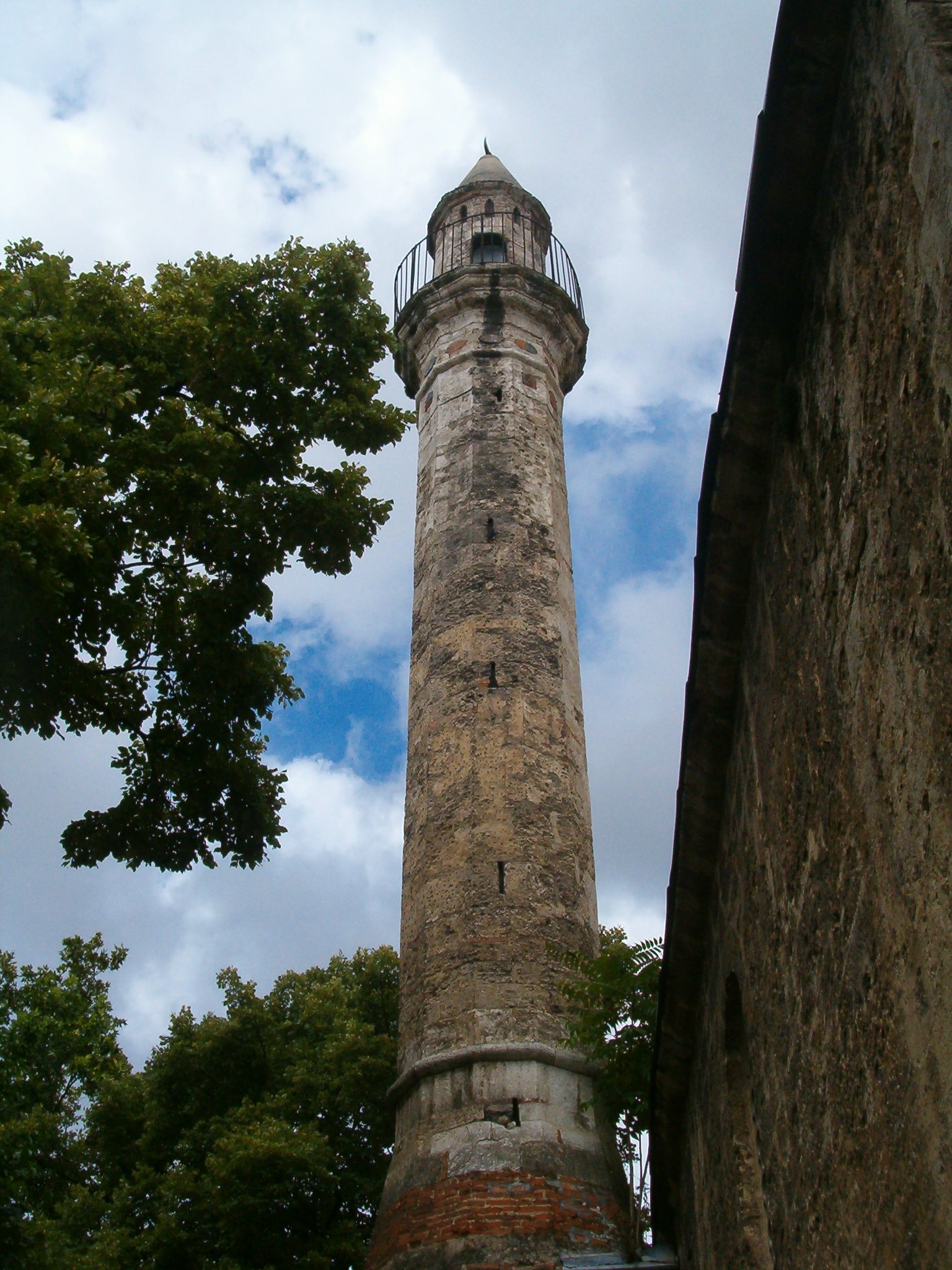
Pécs
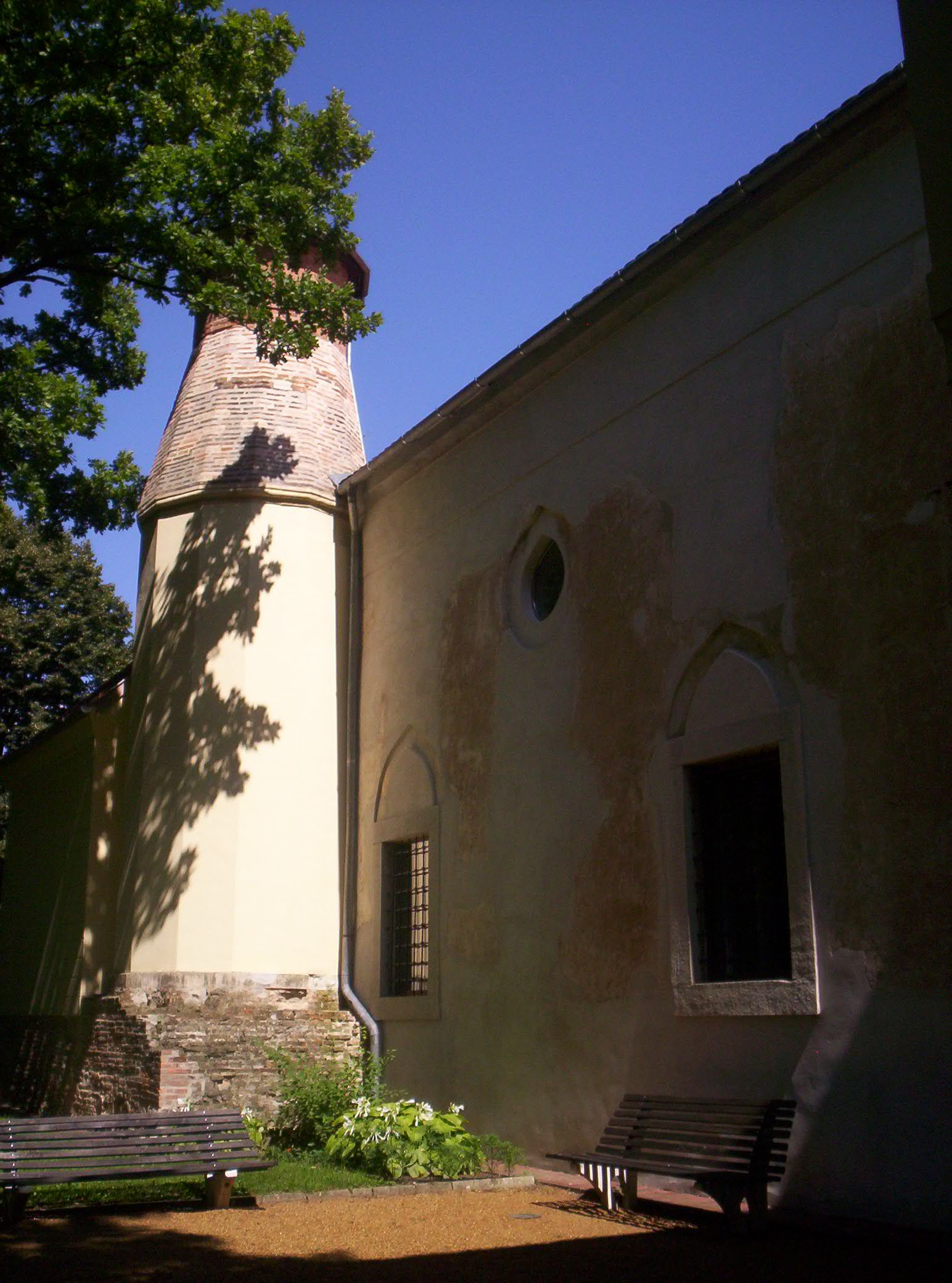
Szigetvár

### Türbék

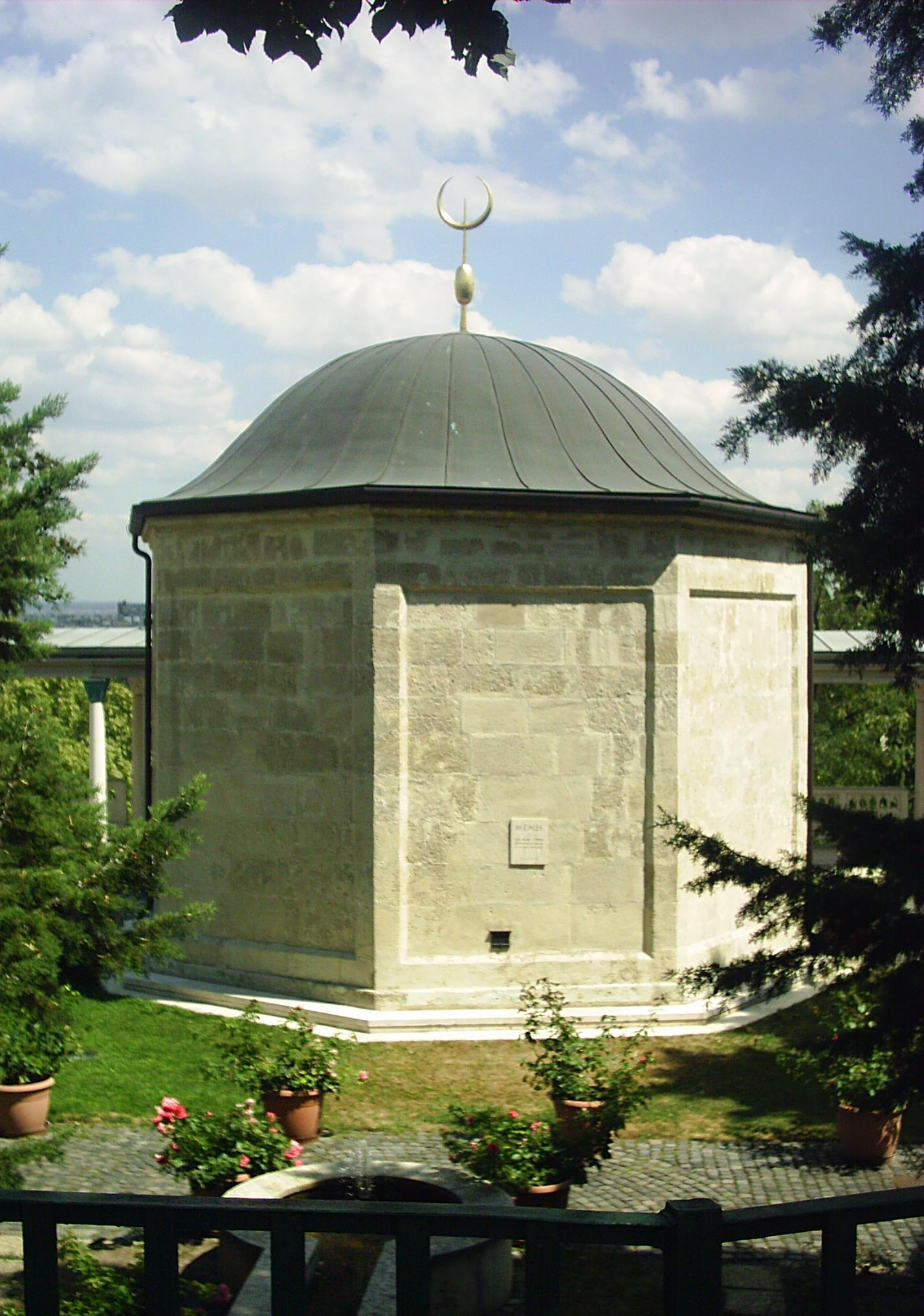
Gül Baba türbéje

A török vallási építkezések igénytelenebb alkotásai a türbék, síremlékek, sírkápolnák, melyek mint szerény méretű, centrális, kupolás létesítmények a muszlim temetők turbános sírkövei közül emelkedtek ki.
Buda:
- Gül Baba türbéje (nyolcszög alaprajzú, egykor félgömb téglakupolával): Gül Baba, a Rózsák atyja, bektasi dervis, azaz harcos muszlim szerzetes volt, aki 1541-ben a megszálló török sereggel érkezett Budára. A legenda szerint a város elfoglalásának hálaadó ünnepén, 1541. szeptember 2-án halt meg. Tiszteletére díszes temetést rendeztek, amelyen maga I. Szulejmán szultán is részt vett, sőt, a legenda szerint beállt a koporsóvivők közé is. A Gül Baba sírja fölé emelt türbét 1543 és 1548 között építtette Mehmed Jahjapasazáde, a 3. budai pasa.

Pécs:
- Idrisz Baba türbéje: Messze földön híres volt. Közbenjáróként tartották számon, ezért sírjához azóta is járnak a muszlimok, az ilyen kegyes sírlátogatást az iszlám zijarahnak (törökösen: ziyaret)-nek hívja.

## Középületek
Világi rendeltetésű létesítményeket hazánkban csak keveset építettek. Legjellegzetesebbek a fürdők, melyek különösen a budai hőforrások kihasználása révén, mint termálfürdők (ilidzsék) játszottak megkülönböztetett szerepet nemcsak rituális, tisztálkodási és egészségügyi vonatkozásban, de egyszersmind a török társadalmi élet színtereként is.

### Köz- és termálfürdők

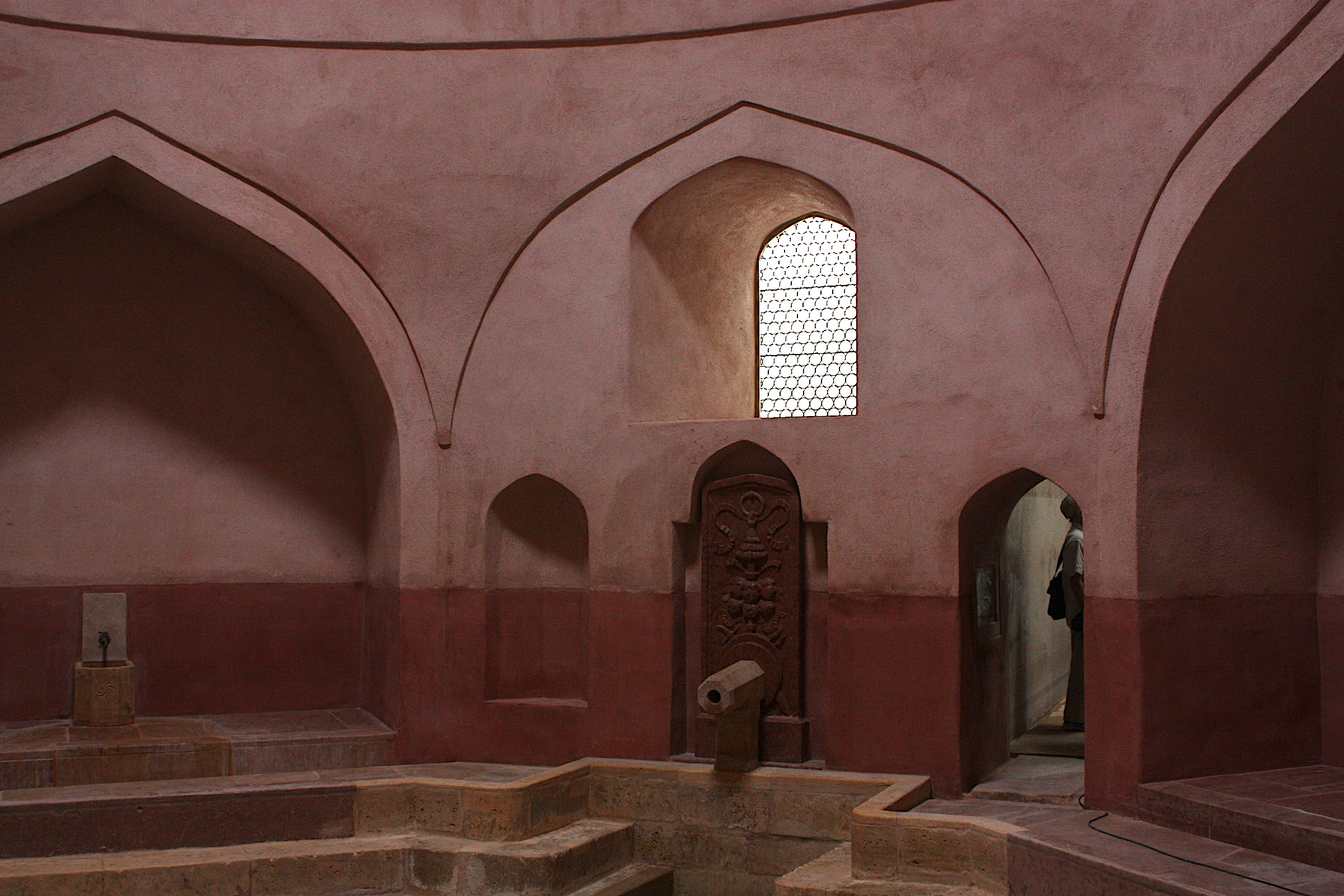
Rác fürdő

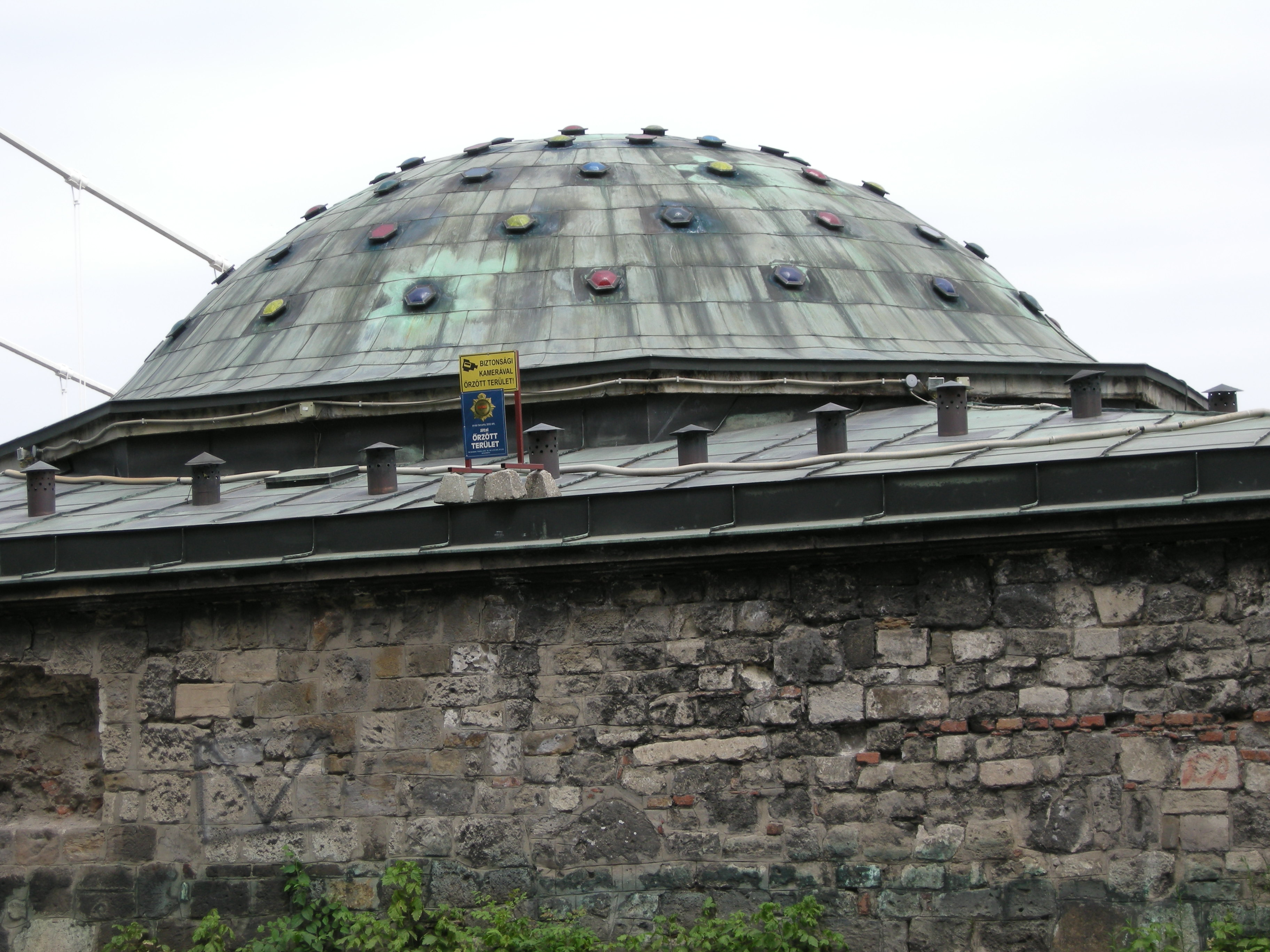
Rudas fürdő

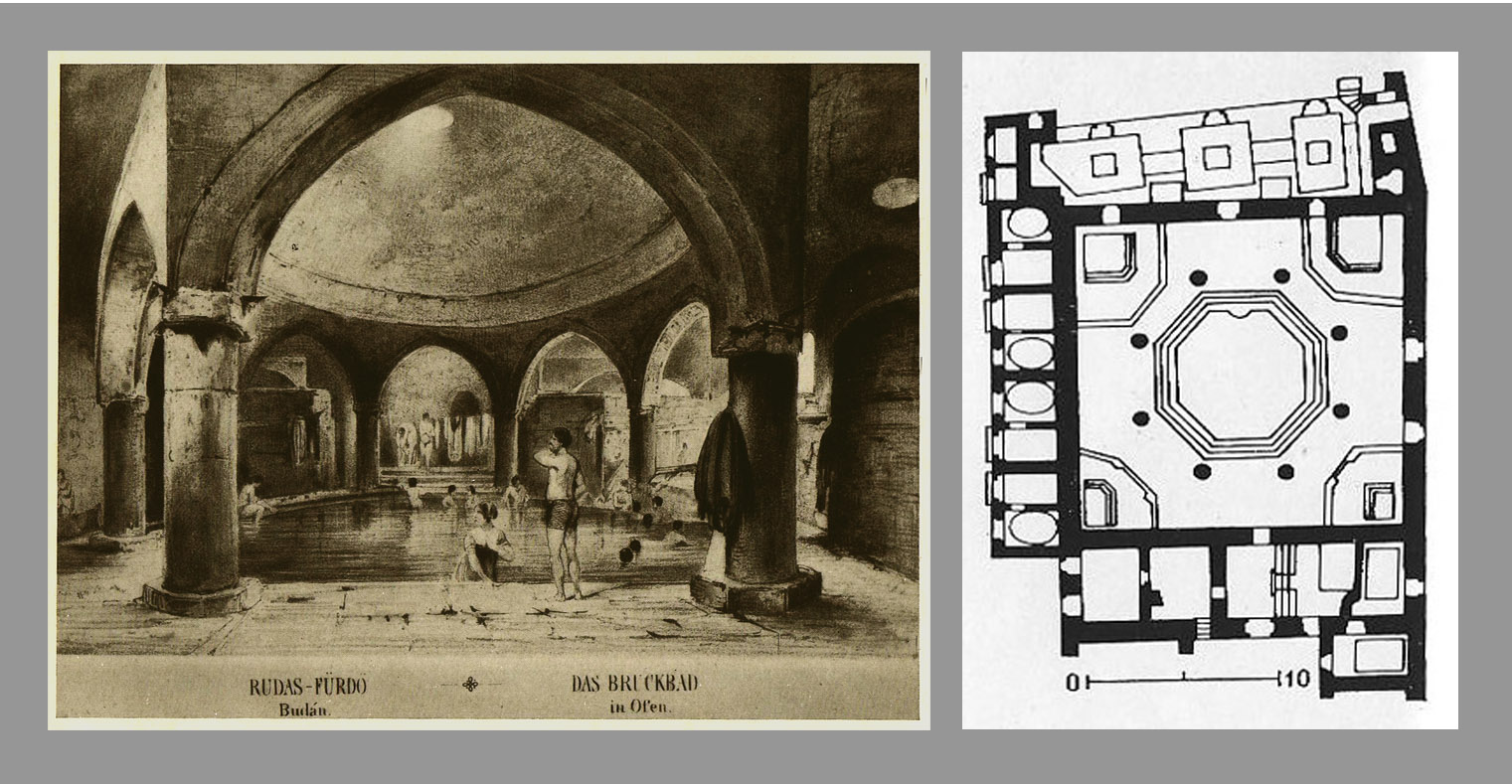
A Rudas fürdő egy 20. század eleji képeslapon

Alapelrendezésük centrális. Amennyiben világítónyílások számára áttört, kupolával fedett, nyolcszögű középső medenceterük köré sorakoztak fel a fürdők alárendeltebb helyiségei. Ez a téregyüttes eredetileg a külső tömegalakításokban is híven kifejezésre jutott. Csak a későbbi korok fedték be.
Buda:
A török hódoltság 150 éves korszakában a gyógyvízforrásokra épített, sajátos fürdőtípus (és stílus) a közösségi fürdőkultúrát testesítette/honosította meg. A Duna jobb oldalán nyolc fürdőt létesítettek, melyek között volt kisebb és nagyobb jelentőségű is. Mivel az iszlám szerint a testi tisztálkodásra csak a folyóvíz alkalmas, a budai török fürdők ilidzsá vagy más néven kaplidzsá típusa volt itt megtalálható, ezek a művészi kivitelezésű és díszítésű fürdők a források fölé épültek (ahol fürdőzés előtt leöblítették testüket). Ebben az időszakban váltak a fürdőépületek Buda legnevezetesebb és legmegbecsültebb épületeivé.
- Rudas fürdő a Duna mellett (egykori neve: jesil direkli ilidzsá=zöldoszlopos fürdő)
- Rác fürdő (kücsük ilidzse=kis fürdő)
- Király-fürdő (Szokollu Musztafa építtette a 16. század második felében).
- Császár-fürdő (Velibej-fürdő) (ugyancsak Szokollu Musztafa építtette, s az egykori legszebb budai fürdő volt). Fischer von Erlach mint különleges jelentőségű építményt közli 1726-ban alaprajzi, metszeti és homlokzati ábrázolásokkal. Alapelrendezése a főmedence köré fonódó kilencosztású tércsoport. Kis sarokkupolái alatt átlós irányban ugyancsak medencék voltak, a tér-együttes előtt előcsarnok-sor rendezte a bejárat forgalmát. Az együttes később Hild József gyógy-udvarával bővült.

Eger:
- Arnaut pasa fürdője
- Válide szultána fürdő

Esztergom:
- A Hévízi erőd fürdője
- Rusztem pasa fürdője

Pécs:
- Memi pasa fürdője

Székesfehérvár:
- Güzeldzse (Szép) Rüsztem pasa fürdője (Török udvar)

### Közkutak
Babócsa:
- Török-kút

Cserépváralja:
- Török-kút

Grábóc:
- Kútház

Pécs:
- Idrisz Baba kútja
- Török-kút

Szigetvár:
- Basa-kút

Törökkoppány:
- Török-kút

Zsámbék:
- Török-kút

## Lakóházépítés

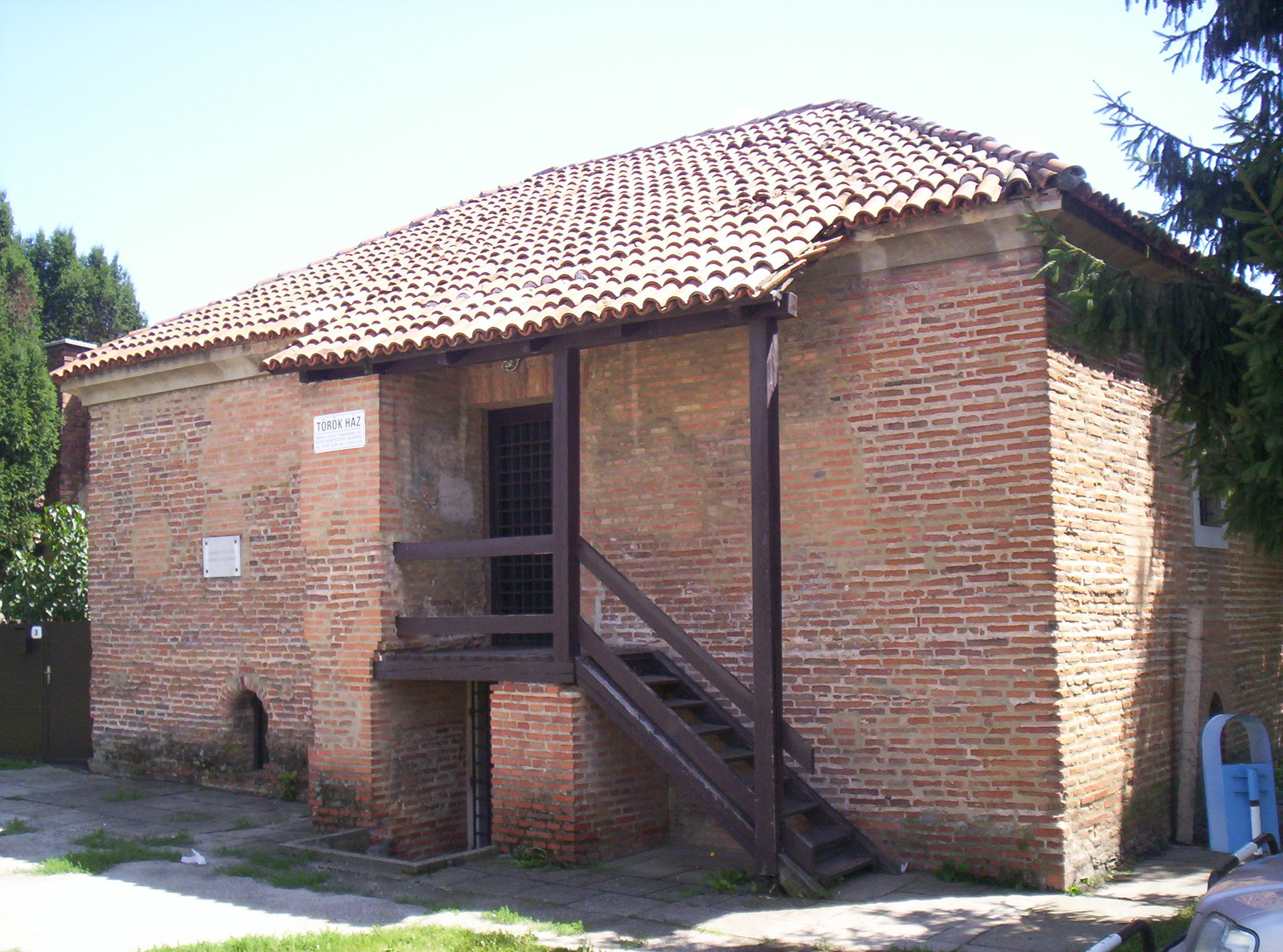
A Török-ház Szigetvárott

Lakóházak vagy más épületfajták tekintetében alig állapítható meg komolyabb új hatás, vagy fejlődési eredmény, noha ismert, hogy újonnan épült házaik létesítését szigorúan körülírt engedélyekhez kötötték (8,5 m magasság stb.). Még a budai várnegyedben is, csak elszigetelt átalakítási munkák nyomai fedezhetők fel.
Alsóörs
- Török ház

Esztergom:
- Bég háza

Szigetvár:
- Török-ház

## Stratégiai építészet
A török kori harcok és megszállás korában csak a várak védelmi rendszerének megerősítése váltott ki számottevőbb építészeti tevékenységet. A vidéki várak megerősítései mellett:
Budapest
- A Budai vár kíván kiemelést. Így a Vár peremének néhány bástyája (az 1618-21 közt épült Karakas pasa tornya, Kászim pasa bástyája (Fehérvári rondella), a Savanyú-leves bástya, Veli bej tornya, a vár északnyugati sarkán lévő Esztergomi bástya, északi oldalán pedig Sziavus és Murád pasa tornyok).

Babócsa
- Török-vár

Barcs
- Palánkvár Magyarországon, a tatárjárás után beindult erőteljes várépítéseknek köszönhetően, elsősorban olyan helyeken építettek palánkvárat, ahol a kő vagy tégla hiányzott. Később a törökök elleni végvári harcok idején, a palánkvárak építése, mint a „magyar módra való” várépítés egyik eljárása vált ismertté.

Dunaföldvár
- Csonka-torony: Evlija Cselebi török utazó 1663-as leírása szerint Földvárt háromszoros palánkfal védte, amit két kapunyíláson át lehetett megközelíteni. A belső vár négyszögletes, sarkain kerek tornyokban ágyúk, középen egy épületből, talán egy régebbi templomból átalakított Szulejmán-dzsámi található, mellette a négyszögletes, erős torony állt.

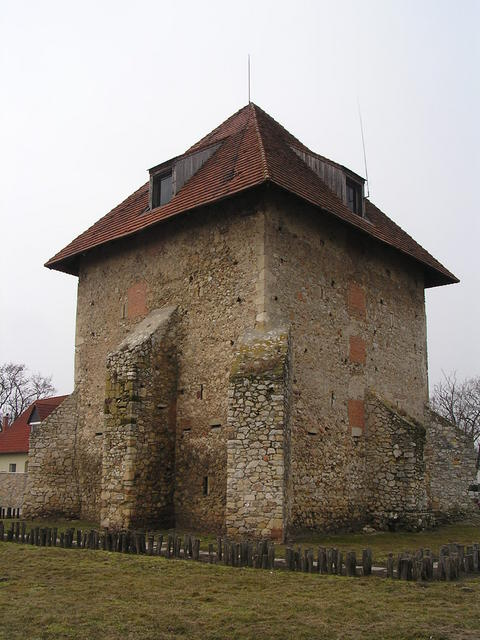
A szabadbattyáni Kula-torony

Esztergom
- Hévízi erőd

Szabadbattyán
- Kula-torony

Szigetvár
- Vár

### Duna-menti palánk(várak) erődítések
’’Bátaszék’’ |  ’’Szekszárd’’ | ’’Tolna’’ | ’’Paks’’ | ’’Földvár’’ | ’’Jeni Palanka’’

### Hidak
A török kori építészettel foglalkozó magyar szakirodalomból sajnos, nagyon kevés az utalás – az  adott korszakban egyébként kiemelkedő jelentőségű – ilyen irányú építészetről.
Bajót
- Török kori híd

Szolnok
- Szolnoki török kori híd: A szolnoki híd volt a Tisza állandó fahídja. Jelentőségének másik aspektusát a szolnokiaknak az adja, hogy Szolnok városában a későbbi pusztítások, tüzek és árvizek nyomán aránylag kevés történeti emlék maradt fenn, maga a vár is elpusztult. (A régészeti lelet fontosságát jelzi, hogy 2008. június 10-én Szolnokra látogatott Oya Tuzcuoglu a Török Köztársaság Magyarországi Nagykövete, aki részt vett a szolnoki Török kori híd kiállítás megnyitóján az Aba-Novák Kulturális Központban).